# ロバート・カプラン (ジャーナリスト)
ロバート・カプラン（Robert D. Kaplan、1952年6月23日 - ）は、アメリカ合衆国のジャーナリスト。『アトランティック・マンスリー』記者。
ニューヨークのユダヤ系の家庭に生まれる。1973年、コネチカット大学卒業。バーモント州の地方紙『ラトランド・ヘラルド』記者を経た後、チュニジア、イスラエル、東ヨーロッパ、中東、ポルトガル、ギリシャなど世界各地を渡り歩き、1980年代に入り、イラン・イラク戦争やアフガニスタン戦争、アフリカの飢餓などを取材し、次第にフリーランスの国際ジャーナリストとしての地位を築いていく。またバルカン地域を題材にした『バルカンの亡霊たち』や、人口増加・都市化などによる途上国地域の統治の弱体化や先進諸国への安全保障上の脅威を描いた『アナーキーの到来』は、冷戦終焉後の秩序変動期に会った世界の混沌を描写し、当時のアメリカの外交政策的な関心と共鳴し、幅広い読者を獲得した。

## 著書
- Surrender or Starve: the Wars behind the Famine, (Westview Press, 1988).
- The Arabists: the Romance of an American Elite, (Free Press, 1993).
- Balkan Ghosts: A Journey through History, (St. Martin's Press, 1993).
『バルカンの亡霊たち』 宮島直機・門田美鈴訳、NTT出版, 1996年
- The Ends of the Earth: A Journey at the Dawn of the 20th Century, (Random House, 1996).
- An Empire Wilderness: Travels into America's Future, (Random House, 1998).
- Eastward to Tartary, (Random House, 2000).
- The Coming Anarchy: Shattering the Dreams of the Post Cold War, (Random House, 2000).
- Soldiers of God: with Islamic Warriors in Afghanistan and Pakistan, (Randam House, 2001).
- Warrior Politics: Why Leadership Demands a Pagan Ethos, (Random House, 2002).
- Imperial Grunts: the American Military on the Ground, (Random House, 2005).
- Hog Pilots, Blue Water Grunts: the American Military in the Air, at Sea, and on the Ground, Random House, 2007.
- Monsoon: the Indian Ocean and the Future of American Power, Random House, 2010.
『インド洋圏が世界を動かす――モンスーンが結ぶ躍進国家群はどこへ向かうのか』 奥山真司・関根光宏訳、インターシフト、2012年
- The revenge of geography: what the map tells us about coming conflicts and the battle against fate, Random House, 2012.
『地政学の逆襲――「影のCIA」が予測する覇権の世界地図』 櫻井祐子訳、朝日新聞出版、2014年
- Asia's cauldron: the South China Sea and the end of a stable Pacific, Random House, 2014.
『南シナ海中国海洋覇権の野望』 奥山真司訳、講談社、2014年／講談社＋α文庫、2016年